# (1649) Fabre
(1649) Fabre es un asteroide perteneciente al cinturón de asteroides descubierto el 27 de febrero de 1951 por Louis Boyer desde el observatorio de Argel-Bouzaréah, Argelia.

## Designación y nombre
Fabre se designó al principio como 1951 DE.
Más adelante fue nombrado en honor del astrónomo francés Hervé Fabre (1905-1995).

## Características orbitales
Fabre orbita a una distancia media del Sol de 3,02 ua, pudiendo alejarse hasta 3,158 ua. Tiene una excentricidad de 0,04548 y una inclinación orbital de 10,82°. Emplea en completar una órbita alrededor del Sol 1917 días.